# Banksia sect. Oncostylis
Section
Classification phylogénétique
Banksia section Oncostylis est  l'une des quatre sections du sous-genre Banksia subg. Banksia. Elle comprend les espèces de Banksia aux pistils en forme de crochets.
Banksia sect. Oncostylis est divisée en quatre séries, suivant la forme de leur inflorescence :
- Banksia ser. Spicigerae comprend sept espèces aux inflorescences cylindriques ;
- Banksia ser. Tricuspidae est composée d'une seule espèce, Banksia tricuspis ;
- Banksia ser. Dryandroideae comprend une seule espèce, Banksia dryandroides ;
- Banksia ser. Abietinae comprend treize espèces aux inflorescences sphériques.